# Baia di Bucareli
La baia di Bucareli o Buccarelli (in inglese Bucareli Bay) è un tratto di mare statunitense situato nello stato federato dell'Alaska, nella Census Area di Prince of Wales-Hyder. 

## Storia
Secondo l'USGS, il nome Bucareli fu dato il 24 agosto 1775 da Juan Francisco de la Bodega y Quadra, che chiamò la baia Puerto y Entrada de Bucareli, in onore di Antonio María de Bucareli y Ursúa, allora viceré della Nuova Spagna. In seguito, George Vancouver, che aveva accesso a una varietà di mappe spagnole, chiamò la baia Puerto del Baylio Bucareli (porto del giudice Bucareli). Francisco Antonio Mourelle era presente con Bodega y Quadra nella baia e scrisse di aver visto la luce dei vulcani in eruzione, anche se probabilmente aveva visto qualcos'altro, forse fuochi nella foresta. Gli spagnoli visitarono ripetutamente la baia di Bucareli nel tardo XVIII secolo. Ignacio de Arteaga, insieme a Bodega y Quadra e Mourelle, la visitò nel 1779.

## Dati fisici
La baia si trova sul lato occidentale dell'isola Principe di Galles tra le isole Baker e Suemez, all'interno dell'arcipelago Alessandro, e si affaccia a sud sull'oceano Pacifico. È lunga circa 40 km.

### Isole della baia
Nella baia sono presenti le seguenti principali isole (da nord a sud):
- Isola Principe di Galles (Prince of Wales Island)[5] 55°37′55″N 132°54′27″W - L'isola, una delle principali dell'arcipelago Alessandro (Alexander Archipelago), è lunga 217 chilometri.
- Isola di Balandra (Balandra Island)[6] 55°27′14″N 133°13′05″W - L'isola, lunga 340 metri, si trova a 1,2 chilometri a nord-est dall'isola di San Juan Bautista (San Juan Bautista Island) e separa la baia di Bucarelli dalla baia di San Alberto (San Alberto Bay) più a nord.
- Isole di Ballena (Ballena Islands)[7] 55°28′09″N 133°11′48″W - Le isole, la più lunga delle quali misura 1.290 metri, si trovano a metà dall'isola di San Juan Bautista (San Juan Bautista Island) e la cittadina di Craig situata sull'isola Principe di Galles (Prince of Wales Island) e separano la baia di Bucarelli dalla baia di San Alberto (San Alberto Bay) più a nord.
- Isola di Fish Egg (Fish Egg Island)[8] 55°29′32″N 133°10′13″W - L'isola, lunga 2,89 chilometri e con una elevazione di 24 metri, si trova di fronte alla cittadina di Craig situata lungo la costa dell'isola Principe di Galles (Prince of Wales Island).
- Isole di Coronados (Coronados Islands)[9] 55°26′12″N 133°06′35″W - Le isole si trovano di fronte alla baia di St. Nicholas (Port St Nicholas) situata lungo la costa dell'isola Principe di Galles (Prince of Wales Island).
- Isola di Rancheria (Rancheria Island)[10] 55°25′39″N 133°05′17″W - L'isola, lunga 410 metri, si trova di fronte all'entrata meridionale della baia di St. Nicholas (Port St Nicholas) situata sull'isola Principe di Galles (Prince of Wales Island).
- Isola di San Juan Bautista (San Juan Bautista Island)[11] 55°25′37″N 133°16′31″W - L'isola, con una elevazione di 558 metri e una lunghezza di 6,7, chilometri, si trova tra la baia di Bucareli e il canale di Ursua (Ursua Channel).
- Isola di Toti (Toti Island)[12] 55°24′45″N 133°07′19″W - L'isola, con una elevazione di 31 metri e una lunghezza di 830 metri, si trova a nord dell'isola Madre de Dios (Madre de Dios Island).
- Isola di Culebrina (Culebrina Island)[13] 55°24′51″N 133°04′35″W - L'isola, con una elevazione di 3 metri e una lunghezza di 840 meti, si trova all'imbocco della baia di Doyle (Doyle Bay) situata lungo la costa dell'isola Principe di Galles (Prince of Wales Island).
- Isola di Canas (Canas Island)[14] 55°22′55″N 133°01′55″W - L'isola, con una lunghezza di 640 metri, si trova all'interno della baia di Trocadero (Trocadero Bay) situata lungo la costa dell'isola Principe di Galles (Prince of Wales Island).
- Isole di Ladrones (Ladrones Islands)[15] 55°23′29″N 133°04′51″W - Le isole, che si etsendono per circa 3 chilometri, si trovano all'imbocco della baia di Trocadero (Trocadero Bay) situata lungo la costa dell'isola Principe di Galles (Prince of Wales Island).
- Isola di Madre de Dios (Madre de Dios Island)[16] 55°23′39″N 133°08′19″W - L'isola, con elevazione di 135 metri e una lunghezza di 2.900 metri, si trova all'imbocco baia di Caldera (Port Caldera) situata lungo la costa dell'isola Principe di Galles (Prince of Wales Island).
- Isola di Saint Ignace  (Saint Ignace Island)[17] 55°24′10″N 133°25′33″W - L'isola, con elevazione di 302 metri e una lunghezza di 5.000 metri, si trova a est dell'isola di Baker (Baker Island) separata dal canale Mayoral (Port Mayoral).
- Isola di Baker (Baker Island)[18] 55°21′43″N 133°34′58″W
- Isola di Cristina (Cristina Island)[19] 55°22′42″N 133°27′06″W - L'isola si trova a ridosso dell'isola di Baker (Baker Islans) all'imbocco meridionale del canale Mayoral (Port Mayoral).
- Isola di Joe (Joe Island)[20] 55°21′07″N 133°17′11″W - L'isola si trova all'entrata della baia Estrella (Port Estrella) situata lungo la costa dell'isola Principe di Galles (Prince of Wales Island).
- Isole di Cabras (Cabras Islands)[21] 55°21′18″N 133°23′17″W - Le isole, con una estensione di 750 metri, si trovano più o meno al centro della baia.
- Isola di Indiada  (Indiada Island)[22] 55°16′28″N 133°27′14″W - L'isola si trova all'entrata della baia di Indiada (Indiada Cove).
- Isola di Suemez (Suemez Island)[23] 55°15′57″N 133°21′06″W

### Insenature e altre masse d'acqua
Nella baia sono presenti le seguenti principali insenature:
- Lato dell'isola Principe di Galles (Prince of Wales Island): 
  - Baia di San Alberto (San Alberto Bay)[24] 55°32′24″N 133°14′13″W - La baia di San Alberto chiude la baia di Bucareli a nord tra l'isola di San Juan Bautista (San Juan Bautista Island) e l'isola Principe di Galles.
  - Baia di Saint Nicholas (Port Saint Nicholas)[25] 55°26′45″N 133°03′53″W - La baia è ampia 2 chilometri. All'entrata della baia si trovano le isole di Coronados (Coronados Islands).
  - Baia di Doyle (Doyle Bay)[26] 55°24′54″N 133°03′27″W - La baia è ampia 2 chilometri. All'entrata della baia si trova l'isola di Culebrina (Culebrina Island).
  - Baia di Trocadero (Trocadero Bay)[27] 55°21′43″N 133°01′37″W - La baia è un largo fiordo lungo quasi 14 chilometri. All'entrata della baia si trovano alcune isole: isola della Madre de Dios (Madre de Dios Island), le isole Ladrones (Ladrones Islands) e l'isola Canas (Canas Island). All'interno della baia (lato meridionale) si trova la piccola baia Big (Big Bay).
  - Baia di Caldera (Port Caldera)[28] 55°22′19″N 133°09′39″W - La baia ha la forma di una insenatura lunga 1,6 chilometri.
  - Baia di Port Estrella (Port Estrella)[29] 55°21′10″N 133°15′20″W - La baia è lunga 3,2 chilometri e all'imbocco si trova l'isola di Joe (Joe Island).
  - Canale di Ulloa (Ulloa Channel)[30] 55°18′47″N 133°16′20″W divide l'isola "Principe di Galles" dall'isola di Suemez (Suemez Island). Collega il canale di Meares (Meares Passage) con la baia di Bucareli.

- Lato dell'isola Suemez  (Suemez Island): 
  - Baia di Adrian (Adrian Cove)[31] 55°20′03″N 133°18′50″W - La baia, che si trova all'entrata nord del canale di Ulloa (Ulloa Channel), è ampia 0,6 chilometri.
  - Baia di Dolores (Port Dolores)[32] 55°19′49″N 133°23′53″W - La baia è ampia 2,2 chilometri.
  - Baia di Santa Cruz (Port Santa Cruz)[33] 55°16′43″N 133°25′33″W
  - Baia di Aguada (Aguada Cove)[34] 55°16′18″N 133°25′49″W - La baia è ampia 1,6 chilometri e si trova all'interno dell'insenatura Port Santa Cruz.
  - Baia di Indiada (Indiada Cove)[35] 55°16′24″N 133°27′34″W - La baia è ampia 0,8 chilometri e si trova all'interno dell'insenatura Port Santa Cruz.
  - Oceano Pacifico.

- Lato dell'isola di Baker (Baker Island):
  - Canale di Ursua (Ursua Channel)[36] 55°26′57″N 133°19′36″W - Il canale di Ursua chiude la baia di Bucareli a nord-est tra l'isola di St. Ignace (St. Ignace Island) e l'isola di San Juan Bautista (San Juan Bautista Island).
  - Canale di Port Mayoral (Port Mayoral)[37] 55°23′32″N 133°26′58″W -  Il canale di Port Mayoral divide l'isola di Baker dall'isola di St. Ignace (St. Ignace Island); inizia a nord con l'isola di Santa Rita (Santa Rita Island) e termina a sud con l'isola di Cristina (Cristina Island).
  - Baia di Port Asumcion (Port Asumcion)[38] 55°22′39″N 133°31′51″W - La baia si insinua nell'isola Baker per 4,8 chilometri.
  - Baia di Port San Antonio (Port San Antonio) - Questa baia si trova a sud della baia di Port Asumcion (Port Asumcion).
  - Baia di Thimble (Thimble Cove)[39] 55°18′45″N 133°34′41″W
  - Baia di Fortaleza (Fortaleza Bay)[40] 55°17′57″N 133°35′29″W - La baia è ampia 1,6 chilometri.
  - Oceano Pacifico.

### Promontori della baia
Nella baia sono presenti i seguenti promontori (da nord in senso orario):
- Lato dell'isola Principe di Galles (Prince of Wales Island): 
  - Promontorio di Suspiro (Cape Suspiro)[41] 55°27′35″N 133°08′17″W - Il promontorio si trova a sud dell'abitato di Craig ed ha una elevazione di 13 metri.
  - Promontorio di Miraballes (Point Miraballes)[42] 55°25′44″N 133°04′50″W - Il promontorio si trova all'entrata sud della baia di Saint Nicholas (Port Saint Nicholas) ed ha una elevazione di 21 metri.
  - Promontorio di Canoe (Canoe Point)[43] 55°22′59″N 133°01′09″W - Il promontorio si trova all'interno della baia di Trocadero (Trocadero Bay) ed ha una elevazione di 52 metri.
  - Promontorio di Saint Sebastian (Point Saint Sebastian)[44] 55°21′13″N 132°59′15″W - Il promontorio si trova all'interno della baia di Trocadero (Trocadero Bay) ed ha una elevazione di 24 metri.
  - Promontorio di Perlas (Perlas Point)[45] 55°22′03″N 133°04′31″W - Il promontorio si trova all'interno della baia di Trocadero (Trocadero bay) ed ha una elevazione di 18 metri.
  - Promontorio di Iphigenia (Point Iphigenia)[46] 55°22′52″N 133°08′46″W - Il promontorio si trova all'entrata meirdionale della baia di Trocadero (Trocadero Bay), di fronte all'isola Madre de Dios (Madre de Dios Island), ed ha una elevazione di 5 metri.
  - Promontorio di Lomas (Point Lomas)[47] 55°22′37″N 133°10′36″W - Il promontorio si trova all'entrata occidentale della baia di Caldera (Port Caldera).
  - Promontorio di Batan (Point Batan)[48] 55°22′51″N 133°11′07″W - Il promontorio si trova all'entrata nord della baia di Caldera (Caldera Port) ed ha una elevazione di 2 metri.
  - Promontorio di Tranquil (Tranquil Point)[49] 55°22′56″N 133°13′21″W - Il promontorio ha una elevazione di 11 metri.
  - Promontorio di Providence (Point Providence)[50] 55°21′38″N 133°15′42″W - Il promontorio si trova all'entrata nord della baia di Estrella (Estrella Port) ed ha una elevazione di 89 metri.
  - Promontorio di Flores (Cape Flores)[51] 55°21′13″N 133°17′21″W - Il promontorio si trova sull'isola di Joe (Joe Island) all'entrata nord del canale di Ulloa (Ulloa Channel).

- Lato dell'isola di Suemez  (Suemez Island): 
  - Promontorio di Cangrejo (Point Cangrejo)[52] 55°20′43″N 133°21′13″W - L'elevazione del promontorio, che divide la baia di Bucareli (Bucareli Bay) dal canale di Ulloa (Ulloa Channel), è di 20 metri.
  - Promontorio di Arucenas (Point Arucenas)[53] 55°20′12″N 133°23′23″W - L'elevazione del promontorio è di 39 metri.
  - Promontorio di Barrigon (Point Barrigon)[54] 55°19′38″N 133°24′59″W - L'elevazione, che si trova all'entrata sud della baia di Dolores (Port Dolores), del promontorio è di 14 metri.
  - Promontorio di Remedios (Point Remedios)[55] 55°19′38″N 133°25′47″W - L'elevazione del promontorio è di 10 metri.
  - Promontorio di Fula (Point Fula)[56] 55°19′23″N 133°26′32″W - L'elevazione del promontorio è di 21 metri.
  - Promontorio di Arboleda (Point Arboleda)[57] 55°19′06″N 133°27′21″W - L'elevazione del promontorio è di 27 metri.
  - Promontorio di Quemada (Point Quemada)[58] 55°18′33″N 133°27′27″W - L'elevazione del promontorio è di 52 metri.
  - Promontorio di San Jose (Point San Jose)[59] 55°17′23″N 133°26′55″W - L'elevazione del promontorio, che si trova all'entrata nord della baia di Santa Cruz (Port Santa Cruz), è di 134 metri.
  - Promontorio di Cruz (Point Cruz)[60] 55°16′14″N 133°25′28″W - Il promontorio si trova all'interno della baia di Santa Cruz (Port Santa Cruz).
  - Promontorio di Isleta (Point Isleta)[61] 55°16′21″N 133°26′36″W - L'elevazione del promontorio, che divide la baia di Indiada (Indiada Cove) dalla baia di Aguada (Aguada Cove), è di 32 metri.
  - Promontorio di Rosary (Point Rosary)[62] 55°16′22″N 133°27′44″W - L'elevazione del promontorio, che si trova all'entrata sud della baia di Santa Cruz (Port Santa Cruz), è di 6 metri.
  - Promontorio di Felix (Cape Felix)[63] 55°12′44″N 133°26′09″W - L'elevazione del promontorio, che si trova all'estremo sud dell'isola, è di 43 metri e divide la baia Bucareli dall'oceano Pacifico.

- Lato dell'isola di Baker (Baker Island):
  - Capo Bartolome (Cape Bartolome)[64] 55°14′31″N 133°36′40″W - Il promontorio, con una elevazione di 168 metri, si trova all'estremo meridionale dell'isola di Baker.
  - Promontorio di Fortaleza (Point Fortaleza)[65] 55°17′32″N 133°35′41″W - Il promontorio ha una elevazione di 35 metri.
  - Promontorio di Amarilla (Amarilla Point)[66] 55°18′34″N 133°34′55″W - Il promontorio, con una elevazione di 41 metri, si trova nei pressi della baia di Thimble (Thimble Cove).
  - Promontorio di Saint Boniface (Point Saint Boniface)[67] 55°20′15″N 133°34′45″W - Il promontorio, con una elevazione di 57 metri, si trova all'entrata meridionale della baia di Port San Antonio (Port San Antonio).
  - Promontorio di Mineral (Mineral Point)[68] 55°20′47″N 133°35′51″W - Il promontorio, con una elevazione di 88 metri, si trova all'interno della baia di Port San Antonio (Port San Antonio).
  - Promontorio di San Roque (Point San Roque)[69] 55°20′14″N 133°32′33″W - Il promontorio, con una elevazione di 66 metri, si trova all'entrata settentrionale della baia di Port San Antonio (Port San Antonio).
  - Promontorio di Pepper (Pepper Point)[70] 55°21′30″N 133°30′36″W - Il promontorio ha una elevazione di 3 metri.
  - Promontorio di Cosinas (Point Cosinas)[71] 55°21′48″N 133°30′38″W - Il promontorio, con una elevazione di 3 metri, si trova all'entrata meridionale della baia di Port Asumcion (Port Asumcion).
  - Promontorio di Alonzo (Point Alonzo)[72] 55°22′19″N 133°31′19″W - Il promontorio si trova all'interno della baia di Port Asumcion (Port Asumcion).
  - Promontorio di Falfan (Point Falfan)[73] 55°22′27″N 133°32′02″W - Il promontorio, con una elevazione di 28 metri, si trova all'interno della baia di Port Asumcion (Port Asumcion).
  - Promontorio di Point (Point Caracol)[74] 55°22′52″N 133°31′29″W - Il promontorio, con una elevazione di 9 metri, si trova all'interno della baia di Port Asumcion (Port Asumcion).
  - Promontorio di Maria (Point Maria)[75] 55°22′04″N 133°29′22″W - Il promontorio, con una elevazione di 14 metri, si trova all'entrata settentrionale della baia di Port Asumcion (Port Asumcion).
  - Promontorio di Capones (Point Capones)[76] 55°22′47″N 133°27′38″W - Il promontorio, con una elevazione di 7 metri, si trova di fronte all'isola di Cristina (Cristina Island).

- Lato dell'isola di San Ignace (St Ignace Island):
  - Promontorio di Cocos (Point Cocos)55°22′47″N 133°25′53″W - Il promontorio si trova all'estremo sud dell'isola.
  - Promontorio di San Rafael (Point San Rafael)[77] 55°23′11″N 133°25′00″W - Il promontorio, con una elevazione di 4 metri, si trova all'estremo sud dell'isola.

- Lato dell'isola di San Juan Bautista (San Juan Bautista island):
  - Promontorio di Diamond (Diamond Point)[78] 55°24′27″N 133°19′15″W - Il promontorio, con una elevazione di 43 metri, si trova all'estremo sud dell'isola e divide la baia dal canale di Ursua (Ursua Channel).
  - Promontorio di Miliflores (Point Miliflores)55°24′24″N 133°15′17″W - Il promontorio si trova all'estremo sud dell'isola.
  - Promontorio di Agueda (Agueda Point)[79] 55°27′01″N 133°14′30″W - Il promontorio si trova all'estremo nord dell'isola e divide la baia dal canale di Ursua (Ursua Channel).